# Autovía de la Meseta Sur
La autovía de la Meseta Sur o A-40 es una autovía en construcción cuyo recorrido comenzará en la autovía A-6, a la altura de Adanero, y finalizará provisionalmente en Teruel, comunicando así de forma directa el sur de Castilla y León, Castilla-La Mancha, el interior de la Comunidad Valenciana, Aragón y el sur de Cataluña sin tener que pasar por Madrid.
Formará parte, junto con las autovías A-28, AV-20 y la futura conexión de la A-1 con la A-2, del pentágono de Supercircunvalación exterior de Madrid del Plan Estratégico de Infraestructuras y Transporte (PEIT) conectando las autovías radiales A-1, A-2, A-3, A-4, A-5 y A-6.
Junto con las autovías A-50 (Ávila - Salamanca) y A-23 (Sagunto - Jaca), formarán un importante eje que unirá el oeste de la Península con el Mediterráneo.

## Nomenclatura
La A-40 es el resultado del desdoblamiento de varias carreteras en todo su trazado. Su nomenclatura viene, del 40 que es el código que recibe dicha autovía según el orden de nomenclaturas de las autovías nacionales, y la letra A refiriéndose a que es una autovía perteneciente al Ministerio de Transportes, Movilidad y Agenda Urbana.

## Historia
Comienza el estudio de esta autovía con la publicación del Plan Director de Infraestructuras del año 1993. Se denominó Autovía de Castilla-La Mancha porque el propósito inicial era que uniese la autovía A-5, en Maqueda, con Cuenca, comunicando a su paso Toledo y las autovías A-4 y A-3.
Posteriormente su estudio de trazado ha sufrido una serie de ampliaciones, por orden cronológico:
- Tramo Cuenca-Teruel.
- Tramo Ávila-Maqueda.
- Tramo Adanero-Ávila.

Su trazado se ha basado en el recorrido de otras carreteras nacionales, en algunos casos desdoblándolas y convirtiéndolas en autovía y en otros construyendo ejes paralelos a las mismas:
- Tramo Adanero - Maqueda - Toledo: N-403
- Tramo Toledo - Ocaña - Tarancón - Cuenca: N-400
- Tramo Cuenca - Teruel: N-420[3]

## Trazado actual
El trazado actualmente definido es el que va desde la autovía A-5 en Maqueda hasta Cuenca, del que hay abiertos al tráfico unos 170 kilómetros, distribuidos en dos tramos discontinuos.
De Maqueda hasta el enlace Noroeste de Toledo, la autovía se ha proyectado como variante de la actual N-403, salvo en la circunvalación de Torrijos, cuyo trazado aprovecha.
Desde el enlace Noroeste se ha construido una autovía de acceso a la ciudad de Toledo, denominada TO-21, que enlaza con la autovía de circunvalación TO-20.
Desde este mismo enlace, la autovía continúa formando una circunvalación por el norte que enlaza con la autovía A-42 en las proximidades de Olías del Rey y termina en la autopista AP-41.
La autovía comparte trazado con la autopista AP-41 durante unos pocos kilómetros y luego continúa hasta enlazar con la autopista radial R-4 y la autovía A-4 en Ocaña, utilizando un trazado alejado de la carretera N-400.
Desde la autovía A-4 hasta Tarancón, donde enlaza con la autovía A-3 y desde allí hasta Cuenca, la autovía se ha proyectado como variante de la actual N-400, que en la mayor parte de su recorrido ha quedado como vía de servicio.

## Proyectos relacionados
- Autovía TO-21 (Acceso Oeste de Toledo). La construcción del tramo Torrijos - Toledo se compone de dos partes, la autovía A-40 desde Torrijos hasta enlazar con la Circunvalación Norte de Toledo y la entrada desde ese punto a Toledo, subtramo denominado TO-21.
- Autopista de Peaje Madrid - Toledo (AP-41), originalmente Madrid - Córdoba por Ciudad Real. Comparte trazado con la autovía durante unos pocos kilómetros. El proyecto original preveía extender ese tramo compartido hasta salvar el río Tajo, pero al haberse desestimado la construcción de la autopista entre Toledo y Córdoba, se ha debido proyectar un tramo de enlace entre esta última y el tramo N-400 R-4 de la autovía A-40. El tramo de la circunvalación norte de Toledo fue construido por la concesionaria de la autovía de peaje.
- Ronda Suroeste de Toledo (CM-40). En servicio desde noviembre de 2010. Enlaza la autovía A-40, en un punto de la Circunvalación Norte cercano a Bargas, con la Autovía de los Viñedos (CM-42), dando comunicación a la mayoría de los pueblos del extrarradio de Toledo sin pasar por la ciudad.
- Ronda Este de Toledo. La Junta de Comunidades de Castilla-La Mancha ha encargado el Estudio informativo de este tramo de autovía, que cerrará el anillo de circunvalación de Toledo al conectar la Ronda Suroeste con la autovía A-40, en las proximidades de la intersección de esta última con la carretera nacional N-400.

## Tramos
| Denominación | Tramo                                                                           | Kilómetros | Año servicio / Estado (2025)                                                                                          |
| ------------ | ------------------------------------------------------------------------------- | ---------- | --- |
|              | Adanero A-6 - Ávila Norte A-50                                                  | 35         | Nuevo estudio informativo licitado (carretera 2+1) (pendiente nueva adjudicación de estudio informativo)              |
|              | Ávila Sur - Maqueda A-5                                                         | 91,47      | Estudio informativo aprobado provisional (pendiente DIA y redacción de proyecto)                                      |
| A-40         | Maqueda A-5 - Torrijos Este                                                     | 16,2       | 2008 |
| A-40         | Torrijos Este - Toledo Noroeste TO-21                                           | 12,9       | 2012 |
| A-40         | Circunvalación Norte de Toledo Tramo: Toledo Noroeste TO-21 - Mocejón Sur TO-22 | 19,7       | 2006 |
| A-40         | Mocejón Sur TO-22 - Mocejón Este AP-41                                          | 4          | 2006 |
|              | Mocejón Este AP-41 - Aranjuez R-4                                               | 21         | Nuevo estudio informativo aprobado definitivamente (obtenida nueva DIA y pendiente nueva redacción de proyecto)       |
| A-40         | Ocaña R-4 - Ocaña A-4                                                           | 3,9        | 2011 |
| A-40         | Ocaña A-4 - Noblejas                                                            | 9,6        | 2009 |
| A-40         | Noblejas - Villarrubia de Santiago                                              | 10         | 2009 |
| A-40         | Villarrubia de Santiago - Santa Cruz de la Zarza                                | 12,3       | 2012 |
| A-40         | Santa Cruz de la Zarza - Tarancón A-3                                           | 13,3       | 2010 |
| A-40         | Tarancón A-3 - Alcázar del Rey                                                  | 22,5       | 2010 |
| A-40         | Alcázar del Rey - Horcajada de la Torre                                         | 16,8       | 2008 |
| A-40         | Horcajada de la Torre - Abia de la Obispalia                                    | 16         | 2005 |
| A-40         | Abia de la Obispalia - Cuenca Oeste                                             | 22,4       | 2004 |
|              | Cuenca Este CU-11 - Teruel A-23                                                 | 145 +/-    | Anteproyecto terminado (aprobado provisionalmente) (pendiente someter a información pública y licitación de proyecto) |

## Salidas
| Salida  | Sentido Cuenca                                                      | Sentido Ávila                                                               | Salida  |
| ------- | ------------------------------------------------------------------- | --------------------------------------------------------------------------- | ------- |
|         | Comienza en la autovía E-90 A-5 (salida 76)                         | Continúa como autovía E-90 A-5 dirección Badajoz                            |         |
|         |                                                                     | E-90 A-5 Madrid N-403 Maqueda Ávila                                         | 91      |
| 94      | Val de Santo Domingo                                                | Val de Santo Domingo                                                        | 94      |
| 99      | Torrijos (oeste)                                                    | Torrijos (oeste)                                                            | 99      |
| 101     | Torrijos (centro)                                                   | Torrijos (centro)                                                           | 101     |
| 103     | Torrijos (este)                                                     | Torrijos (este)                                                             | 103     |
| 109     | N-403 Rielves Barcience                                             | N-403 Rielves Barcience                                                     | 109     |
| 118     | A-40 Bargas Madrid N-403 Villamiel de Toledo CM-4011 Fuensalida     | A-40 Bargas Madrid N-403 Villamiel de Toledo CM-4011 Fuensalida             | 118     |
| 126     | CM-40 Toledo CM-4000 CM-401 CM-4013 CM-42 Tomelloso                 | CM-40 Toledo CM-4000 CM-401 CM-4013 CM-42 Tomelloso                         | 126     |
| 127     | CM-4003 Bargas Camarena                                             | CM-4003 Camarena Bargas                                                     | 127     |
| 130     | A-42 Cabañas Madrid                                                 | A-42 Cabañas Madrid                                                         | 130     |
| 133     | CM-4006 Olías del Rey Mocejón                                       | CM-4006 Olías del Rey Mocejón                                               | 133     |
| Km. 138 | Continúa como autopista de peaje AP-41                              | Continuación de la autopista de peaje AP-41                                 | Km. 138 |
|         | Tramo Toledo-Ocaña en estudio informativo                           | Tramo Toledo-Ocaña en estudio informativo                                   |         |
| Km. 180 | Salida 46 de la autopista R-4                                       | R-4 Aranjuez Madrid                                                         | 180     |
| 182     | A-4 CM-4051 Ocaña Cabañas de Yepes N-301 Albacete                   |                                                                             |         |
|         |                                                                     | E-5 Madrid A-4 Córdoba Ocaña (sur) CM-4051 Cabañas de Yepes                 | 186     |
|         |                                                                     | N-400 Ocaña (este) pol. industrial                                          | 188     |
| 190     | TO-2657 Noblejas Dosbarrios                                         | TO-2657 Noblejas Dosbarrios N-301 Albacete                                  | 190     |
|         |                                                                     | N-400 Noblejas (este)                                                       | 193     |
| 194     | N-400 Villarrubia de Santiago                                       |                                                                             |         |
| 196     | CM-3001 Villarrubia de Santiago Villatobas                          | CM-3001 Villarrubia de Santiago Villatobas                                  | 196     |
|         |                                                                     | N-400 Villarrubia de Santiago                                               | 197     |
| 202     | N-400                                                               | N-400                                                                       | 202     |
| 210     | N-400 Santa Cruz de la Zarza                                        |                                                                             |         |
| 213     | Santa Cruz de la Zarza Cabezamesada                                 | Santa Cruz de la Zarza Cabezamesada                                         | 213     |
|         |                                                                     | N-400 Santa Cruz de la Zarza                                                | 215     |
| 219     | vía de servicio CUV-3033 Zarza de Tajo                              | vía de servicio CUV-3033 Zarza de Tajo                                      | 219     |
| 223     | vía de servicio pol. industrial                                     | vía de servicio pol. industrial                                             | 223     |
|         |                                                                     | Tarancón A-3 Madrid                                                         | 227     |
| 228     | CM-200 Horcajo de Santiago Tarancón A-3 Madrid                      |                                                                             |         |
| Km. 228 | Continúa como autovía A-3 hasta la salida 84                        | Salida 82 de la autovía A-3                                                 | Km. 228 |
|         |                                                                     | Tarancón A-40 Ocaña Toledo                                                  | A-3 82  |
| A-3 84  | Tarancón A-40 Cuenca                                                |                                                                             |         |
| Km. 231 | Procede de la salida 84 de la A-3 Continuación de la carretera N-3a | Hasta la incorporación de la A-3 por salida 84 Continúa como carretera N-3a | Km. 231 |
|         |                                                                     | Tarancón                                                                    | 232     |
| 235     | CM-200 Barajas de Melo                                              | CM-200 Barajas de Melo                                                      | 235     |
| 241     | Huelves CUV-2002 Barajas de Melo                                    | Huelves CUV-2002 Barajas de Melo                                            | 241     |
| 244     | Paredes Uclés                                                       | Paredes Uclés                                                               | 244     |
| 248     | Alcázar del Rey                                                     | Alcázar del Rey                                                             | 248     |
| 254     | Carrascosa del Campo (oeste) CM-2000 Vellisca CM-310 Huete          | Carrascosa del Campo (oeste) CM-2000 Vellisca CM-310 Huete                  | 254     |
| 257     | Carrascosa del Campo (este)                                         | Carrascosa del Campo (este)                                                 | 257     |
| 260     | Olmedilla del Campo                                                 | Olmedilla del Campo                                                         | 260     |
| 263     | Valparaíso de Abajo Valparaíso de Arriba                            | Valparaíso de Abajo Valparaíso de Arriba                                    | 263     |
| 270     | Horcajada de la Torre Torrejoncillo del Rey                         | Horcajada de la Torre Torrejoncillo del Rey                                 | 270     |
| 276     | Naharros Pineda de Gigüela                                          | Naharros Pineda de Gigüela                                                  | 276     |
| 281     | N-400 Villar del Horno                                              | N-400 Villar del Horno                                                      | 281     |
| 286     | CUV-7032 Abia de la Obispalía vía de servicio                       | CUV-7032 Abia de la Obispalía vía de servicio                               | 286     |
| 294     | CM-2019 Huete vía de servicio                                       | CM-2019 Huete vía de servicio                                               | 294     |
| 300     | Jábaga vía de servicio                                              | Jábaga vía de servicio                                                      | 300     |
| 305     | N-320 Guadalajara Motilla del Palancar N-420 Teruel La Almarcha     | N-320 Guadalajara Motilla del Palancar N-420 Teruel La Almarcha             | 305     |
| 309     | vía de servicio Tragacete Ciudad Encantada hospital                 | vía de servicio Tragacete Ciudad Encantada                                  | 309     |
|         | Continúa como autovía CU-11                                         | Continuación de la autovía CU-11                                            |         |